# Lijst van personen uit Faenza
Deze chronologische lijst van personen uit Faenza bevat mensen die in deze Italiaanse stad zijn geboren.

## Geboren in Faenza

### Voor 1900

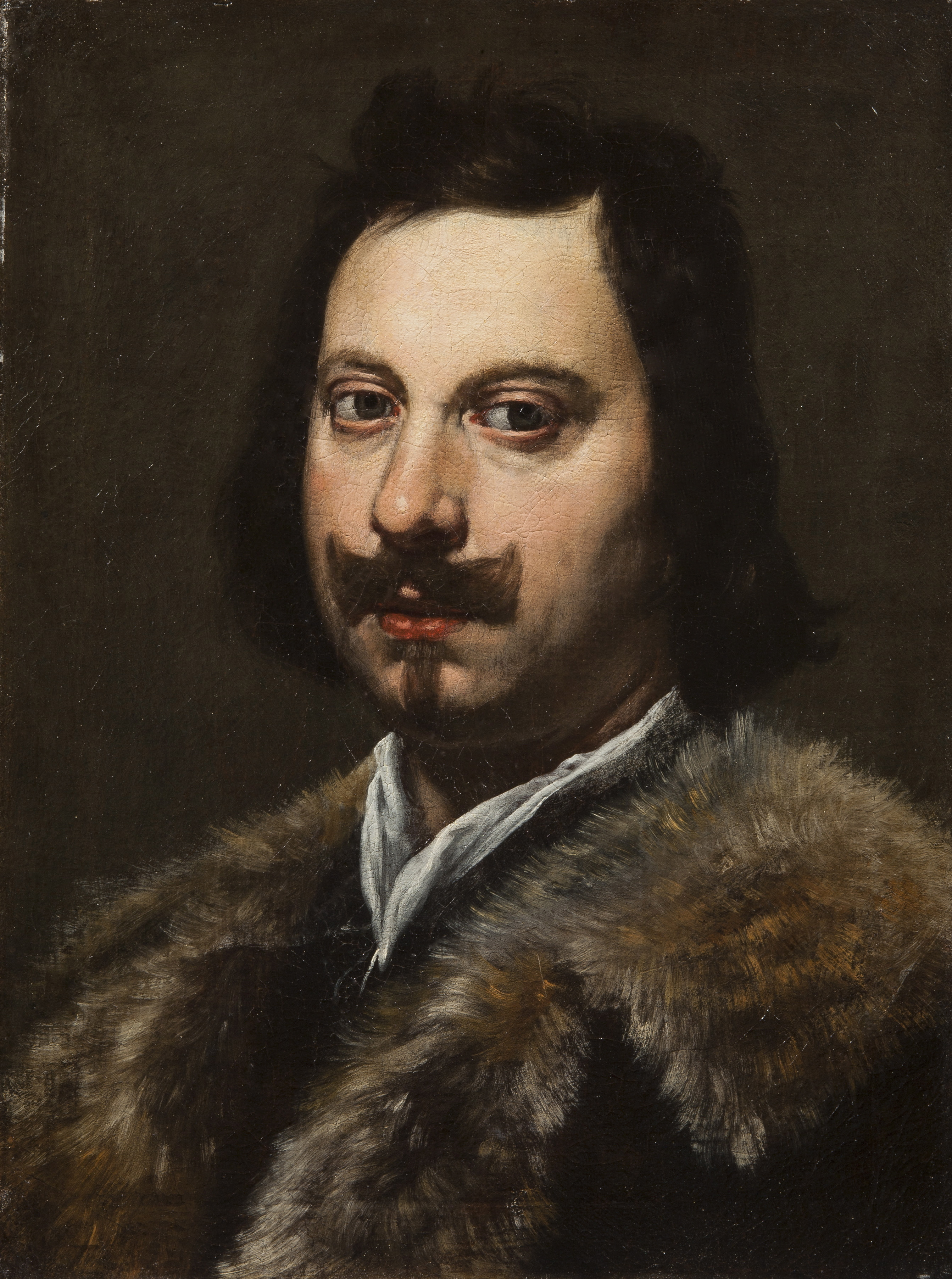
Wiskundige Evangelista Torricelli (1545-1624)

- Domenico Paganelli (1545-1624), architect
- Evangelista Torricelli (1608-1647), wiskundige, natuurkundige en uitvinder
- Giovanni Carlo Boschi (1715–1788), kardinaal
- Antonio Tamburini (1800–1876), operazanger
- Giuseppe Gallignani (1851–1923), componist
- Bruno Bandini (1889-1969), dirigent
- Pietro Nenni (1891-1980), politicus

### 1900–1949
- Ercole Gallegati (1911-1990), worstelaar
- Giacomo Neri (1916-2010), voetballer
- Vito Ortelli (1921-2017), wielrenner
- Franco Gualdrini (1923-2010), bisschop
- Antonio Paolo Albonetti (1942), wielrenner
- Aurelio Samorì (1946), componist

### 1950–1999
- Davide Cassani (1961), wielrenner
- Roberto Conti (1964), wielrenner

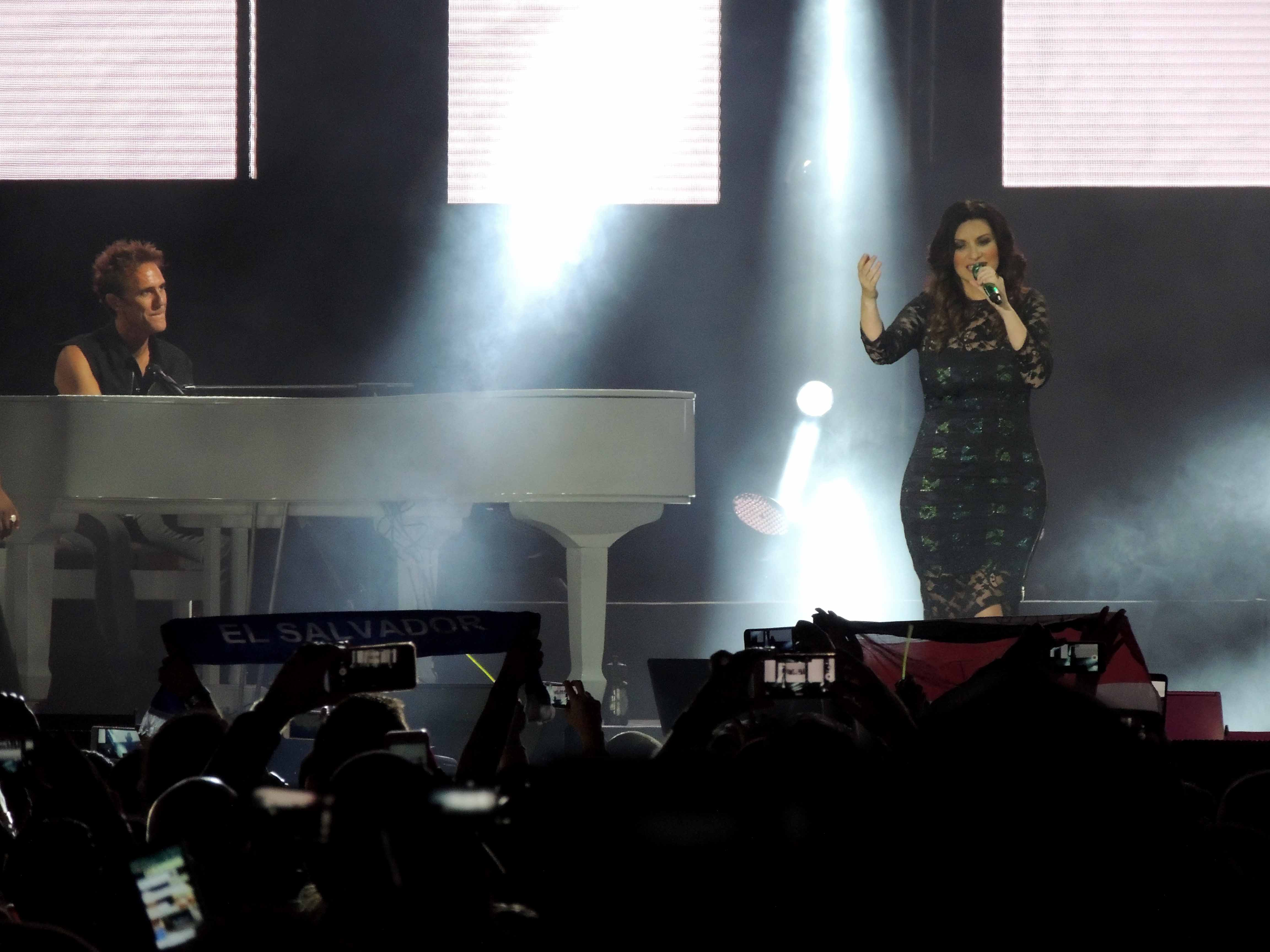
Zangeres Laura Pausini [r] (1974)

- Fabiano Fontanelli (1965), wielrenner
- Raffaella Reggi (1965), tennisster
- Fabio Babini (1969), autocoureur
- Massimo Rivola (1971), motorsportbestuurder
- Gianpaolo Mondini (1972), wielrenner
- Andrea Gaudenzi (1973), tennisser
- Laura Pausini (1974), zangeres
- Eddy Serri (1974), wielrenner
- Yader Zoli (1975), mountainbiker
- Riccardo Chiarini (1984), wielrenner
- Filippo Savini (1985), wielrenner
- Alberto Contoli (1987), wielrenner